# Triệu Trường Bằng
Triệu Trường Bằng (tiếng Trung: 赵长鹏) là một doanh nhân người Canada gốc Trung Quốc, ông là nhà sáng lập sàn giao dịch tiền điện tử lớn nhất thế giới tính theo khối lượng giao dịch, Binance, thời điểm tháng 4 năm 2018. Zhao trước đó là một thành viên của đội phát triển Blockchain.info và cũng giữ chức giám đốc công nghệ của OKCoin.

## Tiểu sử
Triệu Trường Bằng sinh ở tỉnh Giang Tô, Trung Quốc. Vào cuối những năm 1980, ông cùng gia đình chuyển đến Vancouver, British Columbia, Canada. Cha của ông là một giáo sư ở Trung Quốc trước khi ông bị coi là "trí thức thân giai cấp tư sản" và bị trục xuất khỏi đất nước của mình. Trong những năm tháng tuổi teen, Zhao đã giúp đỡ gia đình bằng cách làm một số công việc trong ngành dịch vụ, bao gồm cả việc trở thành nhân viên của McDonald's. Ông theo học Đại học McGill ở Montreal, Canada, ngành khoa học máy tính.

## Nghề nghiệp
Sau khi tốt nghiệp đại học, ông bắt đầu làm việc cho Sở giao dịch chứng khoán Tokyo, phát triển phần mềm để khớp các lệnh giao dịch. Ông cũng là nhà phát triển phần mềm giao dịch tương lai tại Bloomberg Tradebook. Năm 2005, ông chuyển đến Thượng Hải và thành lập Fusion Systems, được biết đến với "một số hệ thống giao dịch tần suất cao nhanh nhất cho những người môi giới chứng khoán."
Bắt đầu từ năm 2013, ông đã làm việc cho nhiều dự án tiền điện tử khác nhau bao gồm Blockchain.info và cũng từng là giám đốc công nghệ của OKCoin.
Vào năm 2017, Trường Bằng rời OKCoin để bắt đầu sàn giao dịch tiền điện tử có tên là Binance. Ông đã thành lập công ty vào tháng 7 năm 2017, sau khi huy động được 15 triệu đô la trong một đợt cung cấp tiền xu ban đầu. Trong vòng chưa đầy tám tháng, ông đã đưa Binance trở thành sàn giao dịch tiền điện tử lớn nhất thế giới theo khối lượng giao dịch, kể từ tháng 4 năm 2018. Tháng 2 năm 2018, Tạp chí Forbes đã xếp ông ở vị trí thứ ba trong danh sách "Những người giàu nhất trong tiền điện tử". Tính đến tháng 9 năm 2018, giá trị ròng của ông ước tính là 1,1 tỷ đô la. Cuối năm 2021, khối sàn sản này từng cán mốc 96 tỷ USD nhưng nhanh chóng sụt giảm sau đó.
Vào tháng 9 năm 2020, ông bị nêu tên trong một vụ kiện chống lại Binance với cáo buộc rằng Binance đã tạo điều kiện cho việc rửa hơn 9 triệu đô la.
Tháng 3 năm 2023, CZ và Binance bị điều tra với cáo buộc vi phạm 08 điều khoản trong Đạo luật trao đổi hàng hóa của Mỹ, bao gồm luật yêu cầu về biện pháp "ngăn chặn và phát hiện hoạt động rửa tiền và tài trợ khủng bố". Ngày 21/11/2023, ông nhận tội tại tòa án Seattle và tuyên bố từ chức CEO Binance.